# Apamea rurea
Apamea rurea är en fjärilsart som beskrevs av Fabricius 1775. Apamea rurea ingår i släktet Apamea och familjen nattflyn. Inga underarter finns listade i Catalogue of Life.